# Rebelde (албум RBD)
 (срп. Бунтовник) је први студијски албум мексичке групе RBD. Прва 3 сингла са овог албума: Rebelde, Solo Quédate En Silencio и Sálvame, попели су се на прво место топ-листа у Мексику, док је четврти сингл Un Poco De Tu Amor достигао друго место. Албум је продат у више од 3.800.000 копија широм света. У Србији, албум је достигао 5 место и продат је у више од 10.000 копија, чиме је означен као златни диск. Новембра 2005. године издали су албум Rebelde (Edição Brasil), који је у ствари исти албум само препеван на португалски за тржиште Бразила. У јулу 2005. године објављен је албум и DVD Tour Generación RBD En Vivo, који садрже уживо извођење песама са овог албума на концерту у  Мексику.

## Списак песама
1. - 03:32
2. - 03:37
3. - 03:27
4. - 03:24
5. - 03:39
6. - 02:59
7. - 03:24
8. - 03:19
9. - 03:09
10. - 02:59
11. - 03:34

 обухвата
- све песме са стандардног издања
- галерију фотографија
- позадине и иконице за компјутер
- документарни филм
- игру
- 3 песме на португалском:

## Rebelde (Edição Brasil)
1. - 03:34
2. - 03:41
3. - 03:21
4. - 03:41
5. - 03:21
6. - 03:19
7. - 03:45

Бонус песме на шпанском језику
1. - 03:27
2. - 02:59
3. - 03:07
4. - 02:59